# Motion
Motion – czwarty album studyjny szkockiego producenta muzycznego i DJ-a Calvina Harrisa. Wydany został 31 października 2014 roku przez wytwórnie Fly Eye Records, Columbia Records i Sony Music. Album zadebiutował na drugim miejscu w notowaniu UK Albums Chart i Canadian Albums Chart. Producentami tego albumu są Alesso, Calvin Harris, Firebeatz, Ummet Ozcan, R3hab oraz Ariel Rechtshaid.

## Lista utworów
| Edycja standardowa | Edycja standardowa                        | Edycja standardowa                           | Edycja standardowa | Edycja standardowa |
| Nr                 | Tytuł utworu                              | Tekst                                        | Muzyka             | Długość            |
| ------------------ | ----------------------------------------- | -------------------------------------------- | ------------------ | ------------------ |
| 1.                 | „Faith”                                   | Calvin Harris, John Newman, Steve Mac        | Harris             | 3:39               |
| 2.                 | „Under Control (with Alesso feat. Hurts)” | Harris, Alessandro Lindblad, Theo Hutchcraft | Harris, Alesso     | 3:04               |
| 3.                 | „Blame (feat. John Newman)”               | Harris, John Newman, James Newman            | Harris             | 3:32               |
| 4.                 | „Love Now (feat. All About She)”          | Harris, All About She                        | Harris             | 3:38               |
| 5.                 | „Slow Acid”                               | Harris                                       | Harris             | 3:41               |
| 6.                 | „Outside (feat. Ellie Goulding)”          | Harris, Goulding                             | Harris             | 3:47               |
| 7.                 | „It Was You (with Firebeatz)”             | Harris, Firebeatz                            | Harris, Firebeatz  | 3:44               |
| 8.                 | „Summer”                                  | Harris                                       | Harris             | 3:42               |
| 9.                 | „Overdrive (with Ummet Ozcan)”            | Harris, Ozcan                                | Harris, Ozcan      | 4:51               |
| 10.                | „Ecstasy (feat. Hurts)”                   | Harris, Hutchcraft                           | Harris             | 3:41               |
| 11.                | „Pray to God (feat. Haim)”                | Harris, Haim, Ariel Rechtshaid               | Harris, Rechtshaid | 3:52               |
| 12.                | „Open Wide (feat. Big Sean)”              | Harris, Big Sean                             | Harris             | 3:07               |
| 13.                | „Together (feat. Gwen Stefani)”           | Harris, Stefani, Benjamin Levin, Ryan Tedder | Harris             | 3:38               |
| 14.                | „Burnin (with R3hab)”                     | Harris, R3hab                                | Harris, R3hab      | 3:54               |
| 15.                | „Dollar Signs (feat. Tinashe)”            | Harris, Tinashe                              | Harris             | 3:56               |
|                    |                                           |                                              |                    | 55:46              |

## Pozycje na listach przebojów
| Kraj              | Lista (2014-15)       | Najwyższa pozycja | Status     |
| ----------------- | --------------------- | ----------------- | ---------- |
| Australia         | Top 50 Albums         | 3                 | złoto      |
| Austria           | Alben Top 75          | 13                | –          |
| Belgia (Flandria) | Ultratop 50           | 20                | –          |
| Belgia (Walonia)  | Ultratop 50           | 18                | –          |
| Dania             | Top 40 Albums         | 3                 | –          |
| Finlandia         | Top 50 Albums         | 6                 | –          |
| Francja           | Top 200 Albums        | 20                | –          |
| Hiszpania         | Top 100 Albums        | 24                | —          |
| Holandia          | Album Top 100         | 25                | –          |
| Irlandia          | Top 100 Albums        | 5                 | –          |
| Kanada            | Canadian Albums Chart | 2                 | –          |
| Niemcy            | Top 100 Albums        | 20                | –          |
| Norwegia          | Top 40 Albums         | 2                 | –          |
| Nowa Zelandia     | Top 40 Albums         | 4                 | –          |
| Polska            | OLiS                  | –                 | 3x platyna |
| Portugalia        | Top 30 Albums         | 23                | –          |
| Stany Zjednoczone | Billboard 200         | 5                 |            |
| Szwajcaria        | Alben Top 100         | 2                 | –          |
| Szwecja           | Top 60 Albums         | 2                 | 2× platyna |
| Wielka Brytania   | Albums Top 100        | 2                 | złoto      |
| Włochy            | Top 100 Albums        | 16                | –          |